# Enfamilia
Enfamilia fue un canal de televisión español por suscripción lanzado el 15 de diciembre de 2022 por AMC Networks International Southern Europe, en colaboración por la Fundación Universitaria San Pablo CEU. Se lanzó en sustitución de Canal Panda, el cual emitió series enfocadas para toda la familia. Se emitía en varias operadoras, incluyendo; Movistar Plus+, Vodafone, Orange, Telecable, Euskaltel, Jazztel TV, CLICtv y Cable Local. Por último el canal cesó el 1 de julio de 2025, siendo remplazado por VinTV en todas las plataformas de pago.
Canal panda no cesó por completo, ahora se encontraba dentro de Enfamilia como un bloque televisivo, en la franja horaria de las mañanas de dicho canal, llamado Panda Enfamilia, en donde emitían series y programas infantiles hasta el remplazo del canal el 1 de julio de 2025.

## Programación
Su parrilla se basaba en Cine, Series, Gastronomía, decoración, documentales y contenidos infantil. 

#### Series y programas Infantiles
- Verano Azul

- Masha y el oso
- Cleo & Cuquin
- Ideas decorativas con Lilla Moreno
- La perfecta anfitriona
- Lúcete con Loleta
- Chocolateando

#### Series y Cine:
- Maestros de la céramica
- Batalla de miniaturas
- Batalla de modistas
- Doctor en Alaska
- Alf el pequeño estaterrestre
- Los hermanos Kratt
- Burrita Rita
- Pikwik Pack
- Panda y la nave de cartón
- Las chicas de Sor Angela
- Búscame en Paris
- Pelé, el nacimiento de una leyenda
- Robo

#### Documentales:
- Veterinarios del Ártico
- El rey del pincho
- El toque de Samantha
- Cocinamos contigo
- Top Chef Junior
- Donde la vida puede ser
- Gran Bretaña: animales al rescate
- Centro de rescate en Malaui